# Штремайр, Карл фон
Карл фон Штремайр (нем. Karl Ritter von Stremayr; 30 октября 1823 — 22 июня 1904, Потшах) — австро-венгерский государственный деятель. В 1879 замещал должность министр-президента Цислейтании.

## Биография
Юрист, доктор юридических наук. Работал адвокатом в Граце, преподавал право в местном университете. Был депутатом ландтага Штирии. С 1860 по 1880 — член Палаты депутатов Рейхсрата, член фракции Немецкой либеральной партии.
В 1870 и 1871—1880 — министр культа и образования, в 1874 провел закон о реформе государственной политики в области Церкви, в связи с отменой Конкордата 1855. В 1879 и 1880 — одновременно министр юстиции. Был одним из проводников нового закона о языках (Sprachenverordnung), который обязывал государственных служащих в землях со смешанным немецко-славянским населением владеть обоими языками.
С 15 февраля по 12 августа 1879 временно исполнял обязанности министр-президента Цислейтании. Уже при назначении, срок полномочий кабинета был ограничен окончанием избирательной кампании по выборам Рейхсрата.
С 1891 по 1899 — Президент Верховного суда, затем до 1904 — член Палаты господ Рейхсрата.
В 1876 году австрийский композитор Антон Брукнер посвятил своему покровителю, Штремайру, свою 5 симфонию .